# Country Lake Estates
Country Lake Estates és una concentració de població designada pel cens dels Estats Units a l'estat de Nova Jersey. Segons el cens del 2000 tenia 4.012 habitants.

## Demografia
Segons el cens del 2000, Country Lake Estates tenia 4.012 habitants, 1.349 habitatges, i 1.080 famílies. La densitat de població era de 1.395,5 habitants/km².
Dels 1.349 habitatges en un 39,2% hi vivien nens de menys de 18 anys, en un 58,1% hi vivien parelles casades, en un 16,8% dones solteres, i en un 19,9% no eren unitats familiars. En el 15,6% dels habitatges hi vivien persones soles el 4,1% de les quals corresponia a persones de 65 anys o més que vivien soles. El nombre mitjà de persones vivint en cada habitatge era de 2,97 i el nombre mitjà de persones que vivien en cada família era de 3,28.
Per edats la població es repartia de la següent manera: un 28,4% tenia menys de 18 anys, un 8,9% entre 18 i 24, un 30,4% entre 25 i 44, un 25% de 45 a 60 i un 7,3% 65 anys o més.
L'edat mediana era de 35 anys. Per cada 100 dones de 18 o més anys hi havia 95,5 homes.
La renda mediana per habitatge era de 58.859 $ i la renda mediana per família de 63.791 $. Els homes tenien una renda mediana de 40.558 $ mentre que les dones 27.956 $. La renda per capita de la població era de 20.554 $. Aproximadament el 4,4% de les famílies i el 5,5% de la població estaven per davall del llindar de pobresa.

## Poblacions més properes
El següent diagrama mostra les poblacions més properes.